# Villefort (Aude)
Villefort – miejscowość i gmina we Francji, w regionie Oksytania, w departamencie Aude.
Według danych na rok 1990 gminę zamieszkiwało 80 osób, a gęstość zaludnienia wynosiła 6 osób/km² (wśród 1545 gmin Langwedocji-Roussillon Villefort plasuje się na 821. miejscu pod względem liczby ludności, natomiast pod względem powierzchni na miejscu 590.).